# 阿庫雷聯邦理工大學
阿庫雷聯邦理工大學（英語：Federal University of Technology Akure，簡稱 FUT Akure 或 FUTA），成立於1981年，在奈及利亞政府的推動下，專門培養具有實踐和理論技術知識的畢業生。它位於翁多州的首府阿庫雷。
大約在同一時間成立的其他同性質大學有奧韋里聯邦理工大學、阿布庫塔聯邦理工大學（今阿布庫塔聯邦農業大學，FUNAAB）、明納聯邦理工大學、約拉聯邦理工大學和包奇聯邦理工大學（今阿布巴卡爾·塔法瓦·巴勒瓦大學）。

## 學院
該大學有九個學院：
- 理學院（SOS）
- 地球與礦物科學學院（SEMS）
- 環境技術學院（SET）
- 工程與工程技術學院（SEET）
- 農業與農業技術學院（SAAT）
- 管理技術學院（SMAT）
- 研究生院（SPGS）
- 健康與健康技術學院（SHHT）
- 計算機學院（SOC）

學校開設預科學位課程、短期課程和大學高級基礎科學課程。